# José Villarreal
José Luis Villarreal Acevedo (Córdoba, 17 marzo 1966) è un allenatore di calcio ed ex calciatore argentino, di ruolo centrocampista, tecnico dei Palm Beach Stars.

## Caratteristiche tecniche
Giocava come centrocampista, ricoprendo il ruolo di mediano difensivo o centrale.

## Carriera

### Club
Cresciuto nel Club Atlético San Lorenzo de Córdoba, piccola società della sua città natale, si trasferì al più importante Belgrano nel 1985; nel 1987 fu notato e acquistato dal Boca Juniors di Buenos Aires. Con gli xeneizes giocò da titolare il primo campionato, il 1987-1988, totalizzando 37 presenze e due reti; continuò poi a disputare i tornei formando parte dell'undici iniziale, vincendo peraltro la Supercoppa Sudamericana nel 1989 e la Recopa Sudamericana nel 1990. Nel 1992 ottenne anche la convocazione in nazionale e l'Atlético Madrid decise di metterlo sotto contratto per la stagione 1992-1993; tuttavia, in Spagna Villarreal giocò 5 incontri, senza mai segnare, e al termine dell'annata tornò in patria. Si trovò dunque a giocare nuovamente in Argentina, stavolta però al River Plate, squadra rivale della sua precedente compagine, il Boca Juniors; con il River vinse l'Apertura 1993. Terminate due stagioni con la maglia dalla banda rossa, arrivò per lui la seconda esperienza europea, con i francesi del Montpellier. Vestita la casacca giallo-arancione, Villarreal disputò due edizioni della Ligue 1, prendendo anche parte ad una partita in Coppa UEFA 1996-1997. Successivamente giocò per Pachuca (Messico), Estudiantes di La Plata e All Boys, per poi tornare al Belgrano nell'Apertura 1998. La formazione retrocesse nel 2000, e Villarreal si ritirò nel 2004.

### Nazionale
Villarreal debuttò in Nazionale argentina nel 1991, giocando una partita amichevole; l'anno seguente fu incluso dal CT Alfio Basile nella lista dei convocati per la FIFA Confederations Cup 1992. In tale competizione esordì il 16 ottobre 1992 contro la Costa d'Avorio, nelle semifinali; partito dall'inizio, venne sostituito al 75º, lasciando il posto a Diego Cagna. L'incontro successivo fu la finale, disputata contro l'Arabia Saudita: ancora una volta, Villarreal fu titolare, e venne sostituito da Cagna all'81º. L'8 agosto 1993 giocò contro il Paraguay ad Asunción per le qualificazioni al campionato mondiale di calcio 1994.

## Palmarès

### Club

#### Competizioni nazionali
- Campionato argentino: 3

Boca Juniors: Apertura 1992
River Plate: Apertura 1993

#### Competizioni internazionali
- Supercoppa Sudamericana: 1

Boca Juniors: 1989
- Recopa Sudamericana: 1

Boca Juniors: 1990

### Nazionale
- Confederations Cup: 1

1992